# Stefan Schmidt (Fußballspieler, 1989)
Stefan Schmidt (* 8. März 1989 in Flöha) ist ein deutscher Fußballtorwart.

## Karriere
Schmidt kam 1999 vom TSV Flöha zum Nachwuchs des Chemnitzer FC. Er spielte dort bis 2008 in den Jugendmannschaften. Am letzten Spieltag der Saison 2008/09 bestritt er sein erstes Spiel für die 1. Mannschaft, die damals in der Regionalliga Nord spielte. Im weiteren Verlauf seiner Karriere spielte Schmidt sowohl für die erste als auch für die zweite Chemnitzer Mannschaft. 2010/11 gelang dem Chemnitzer FC der Aufstieg in die Dritte Liga. In der Aufstiegssaison war Schmidt Ersatztorwart hinter Philipp Pentke, bestritt aber trotzdem 13 Spiele.
Zur Saison 2013/14 wechselte Schmidt zum FC Carl Zeiss Jena, wo er als Nummer 2 im Tor hinter Tino Berbig vorgesehen war. In der Saison 2015/16 spielte er beim VfB Empor Glauchau und ab dem 1. Juli 2016 stand er als Nummer 1 beim Vogtländer Regionalligisten VfB Auerbach im Tor, wo er in der Spielzeit 2016/17 am 7. April 2017 in der Nachspielzeit gegen den FCO Neugersdorf aus dem Spiel heraus ein Tor erzielte. Seit der Saison 2023/24 spielt er wieder für den VfB Empor Glauchau.
Seine größten Erfolge neben dem Aufstieg in die Dritte Liga waren die Sachsenpokal-Siege mit dem Chemnitzer FC 2008, 2010 und 2012. Ebenfalls gewann er 2014 den Thüringer Landespokal mit dem FC Carl Zeiss Jena.